# Johannes Thingnes Bø
Johannes Thingnes Bø (n. 16 mai 1993, Comuna Stryn, Sogn og Fjordane, Norvegia) este un biatlonist ce a reprezentat Norvegia, medaliat olimpic. A participat la 3 ediții ale Jocurilor Olimpice (2014, 2018, 2022) în care a câștigat 5 medalii de aur, 2 medalii de argint și o medalie de bronz.